# Valeria Casprini
Valeria Casprini (Firenze, 15 maggio 1976) è un'ex nuotatrice e triatleta italiana.

## Carriera
Per molti anni è stata un'ottima nuotatrice di fondo, arrivando in nazionale e partecipando ai Campionati mondiali di nuoto e ai campionati europei per una decina d'anni e arrivando a vincere medaglie individuali e a squadre.
Nel 2003 ha deciso di provare il Triathlon, e in una sua specialità, l'aquathlon, è arrivata seconda ai campionati assoluti di quell'anno.Oggi fa l'allenatrice degli esordienti (A) della Rari Nantes Florentia.

## Palmarès
| Campionati del mondo        | 5 km individuale   | 10 km individuale | 25 km individuale | 5 km a squadre                          | 25 km a squadre                       |
| 1998 Perth Australia        | 5ª 1h 01'09"5      | ---               | 5ª 5h 43'35"4     | Bronzo: 2h 52'41"6 frazione: 1h 01'09"5 | Oro: 16h 10'18"2 frazione: 5h 43'35"4 |
| 2001 Fukuoka Giappone       | 5ª 1h 01'06"       | 10ª 2h 19'02"     | ---               | ---                                     | ---                                   |
| Mondiali in acque libere    | 5 km individuale   | 10 km individuale | 25 km individuale | 5 km a squadre                          | 25 km a squadre                       |
| 2000 Honolulu Stati Uniti   | 5ª 1h 02'43"27     | ---               | 5ª 5h 32'01"82    | ---                                     | ---                                   |
| 2002 Sharm el Sheikh Egitto | 4ª 58'35"          | 9ª 1h 58'08"      | ---               | ---                                     | ---                                   |
| Campionati europei          | 5 km individuale   | 10 km individuale | 25 km individuale | ---                                     | ---                                   |
| 1993 Slapy Rep. Ceca        | 4ª 1h 04'08"3      | ---               | ---               | ---                                     | ---                                   |
| 1995 Vienna Austria         | Bronzo 1h 01'07"60 | ---               | ---               | ---                                     | ---                                   |
| 1997 Siviglia Spagna        | Argento 1h 00'52"  | ---               | Argento 5h 23'28" | ---                                     | ---                                   |
| 1999 Istanbul Turchia       | 8ª 1h 02'09"2      | ---               | ---               | ---                                     | ---                                   |
| 2000 Helsinki Finlandia     | 4ª 1h 00'42"9      | ---               | Bronzo 5h 24'52"7 | ---                                     | ---                                   |
| 2002 Berlino Germania       | 16ª 1h 03'21"9     | 14ª 2h 07'49"6    | ---               | ---                                     | ---                                   |
| Giochi del Mediterraneo     | ---                | 15 km individuale | ---               | ---                                     | ---                                   |
| 1997 Bari Italia            | ---                | Oro 3h 17'27"     | ---               | ---                                     | ---                                   |

Ai risultati elencati nel palmarès se ne possono aggiungere altri due, ottenuti anche grazie ai risultati di Valeria:
- Ai mondiali del 2000, ad Honolulu, la classifica femminile a punti è stata vinta dalla squadra Italiana con 66 punti, davanti alla Germania (60) ed ai Paesi Bassi (58).
- Ai Campionati mondiali di nuoto in acque libere 2002, la classifica a punti (unificata per maschi e femmine) è stata: Italia prima con 116 punti, Germania (114) seconda e Russia (105) terza.

### Campionati italiani
4 titoli individuali, così ripartiti:
- 1 nei 5000 m stile libero
- 2 nei 5 km di fondo
- 1 nei 22 km di fondo

nd = non disputati
| Anno | Edizione    | st.libero 400 m | st.libero 5000 m | st.libero 4×200 m |
| ---- | ----------- | --------------- | ---------------- | ----------------- |
| 1992 | Estivi      | -               | nd               | 2                 |
| 1993 | Primaverili | -               | nd               | 2                 |
| 1993 | Estivi      | -               | nd               | 2                 |
| 1996 | Primaverili | 3               | 1                | -                 |
| 1997 | Primaverili | -               | 2                | -                 |

edizioni in acque aperte
| Anno | Edizione | fondo 5 km | fondo 10 km | fondo 22 km |
| ---- | -------- | ---------- | ----------- | ----------- |
| 1999 | Fondo    | 1          | nd          | 1           |
| 2000 | Fondo    | 1          | -           | -           |
| 2002 | Fondo    | 2          | 2           | -           |